# Angus Douglas-Hamilton, XV duca di Hamilton
Angus Alan Douglas Douglas-Hamilton, XV duca di Hamilton e XII duca di Brandon (13 settembre 1938 – Dirleton, 5 giugno 2010), è stato un nobile scozzese.

## Biografia

### Infanzia ed educazione
Era il primogenito di Douglas Douglas-Hamilton, XIV duca di Hamilton, e di sua moglie, Lady Elizabeth Ivy Percy, figlia di Alan Percy, VIII duca di Northumberland. Studiò all'Eton College e al Balliol College di Oxford.

### Carriera

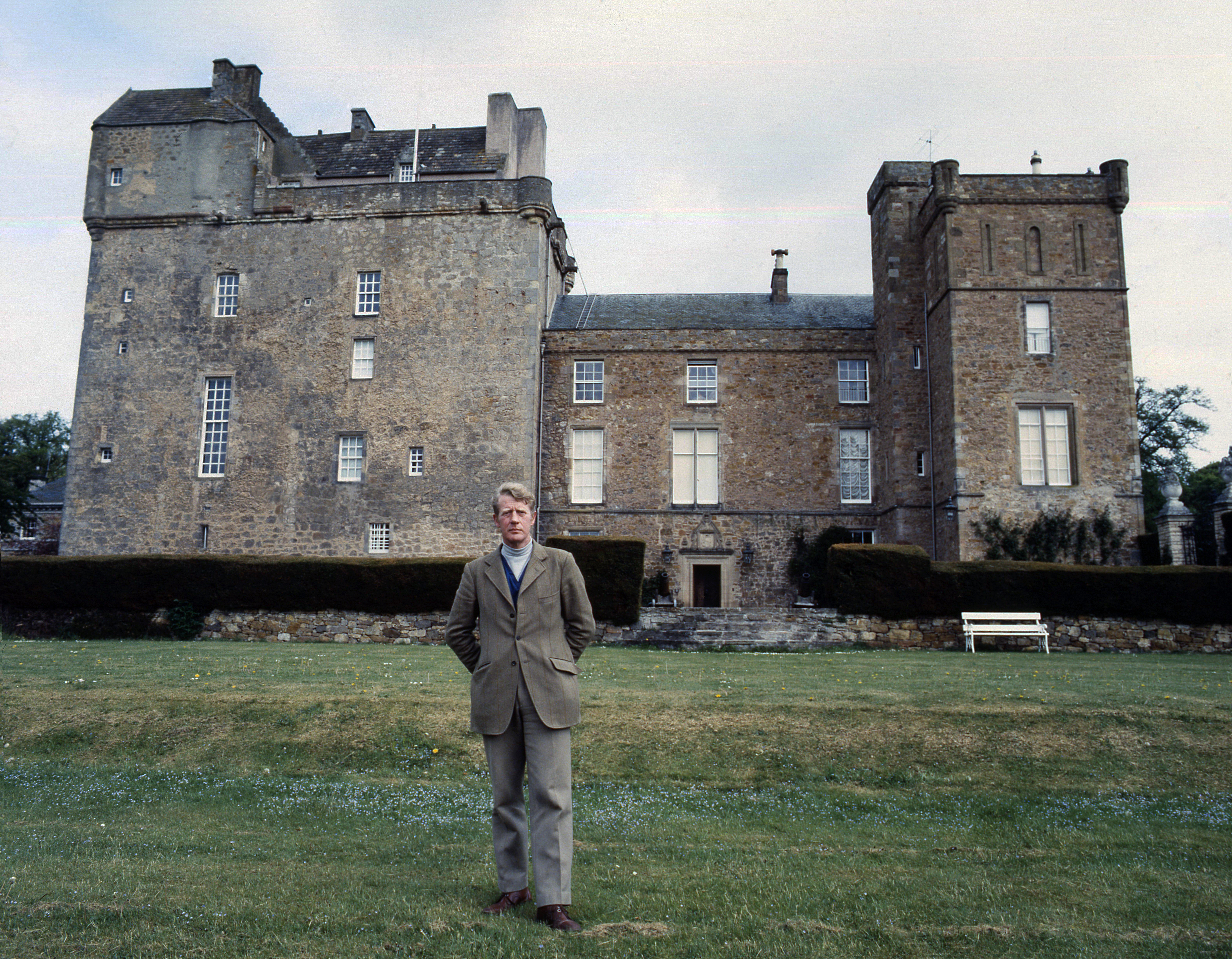
Il XV Duca di Hamilton a Lennoxlove House

Come il padre, divenne un tenente della Royal Air Force fino al 1967, quando ottenne la licenza di pilota commerciale e divenne un pilota collaudatore per la Scottish Aviation Ltd, una società con la quale il padre era un associato. Era un membro della Air Squadron.
Era membro della Queen's Bodyguard for Scotland, membro onorario della Royal Scottish Pipers Society e patrono della British Airways Pipe Band. Rivestì la carica ereditaria di custode di Holyrood Palace.
Portò la corona di fronte a Sua Maestà la Regina Elisabetta II alla cerimonia di apertura del Parlamento scozzese.
Era un attivista per il benessere degli animali, insieme alla sua terza moglie Kay.

### Primo Matrimonio
Sposò, il 23 giugno 1973, Sarah Jane Scott (28 ottobre 1945-17 febbraio 1994), figlia di Sir Walter Scott, IV Baronetto, e di Diana Maria Owen. Ebbero quattro figli.
La coppia divorziò nel 1987.

### Secondo Matrimonio
Nel 1988 sposò Jillian Robertson, figlia di Noel Robertson. Non ebbero figli e divorziarono nel 1995.

### Terzo Matrimonio
Sposò, il 17 giugno 1998, Kay Carmichael, un'infermiera qualificata, che fu presidentessa della Scottish Staffordshire Bull Terrier Rescue e patrona di OneKind e Alzheimer Scotland.

### Morte

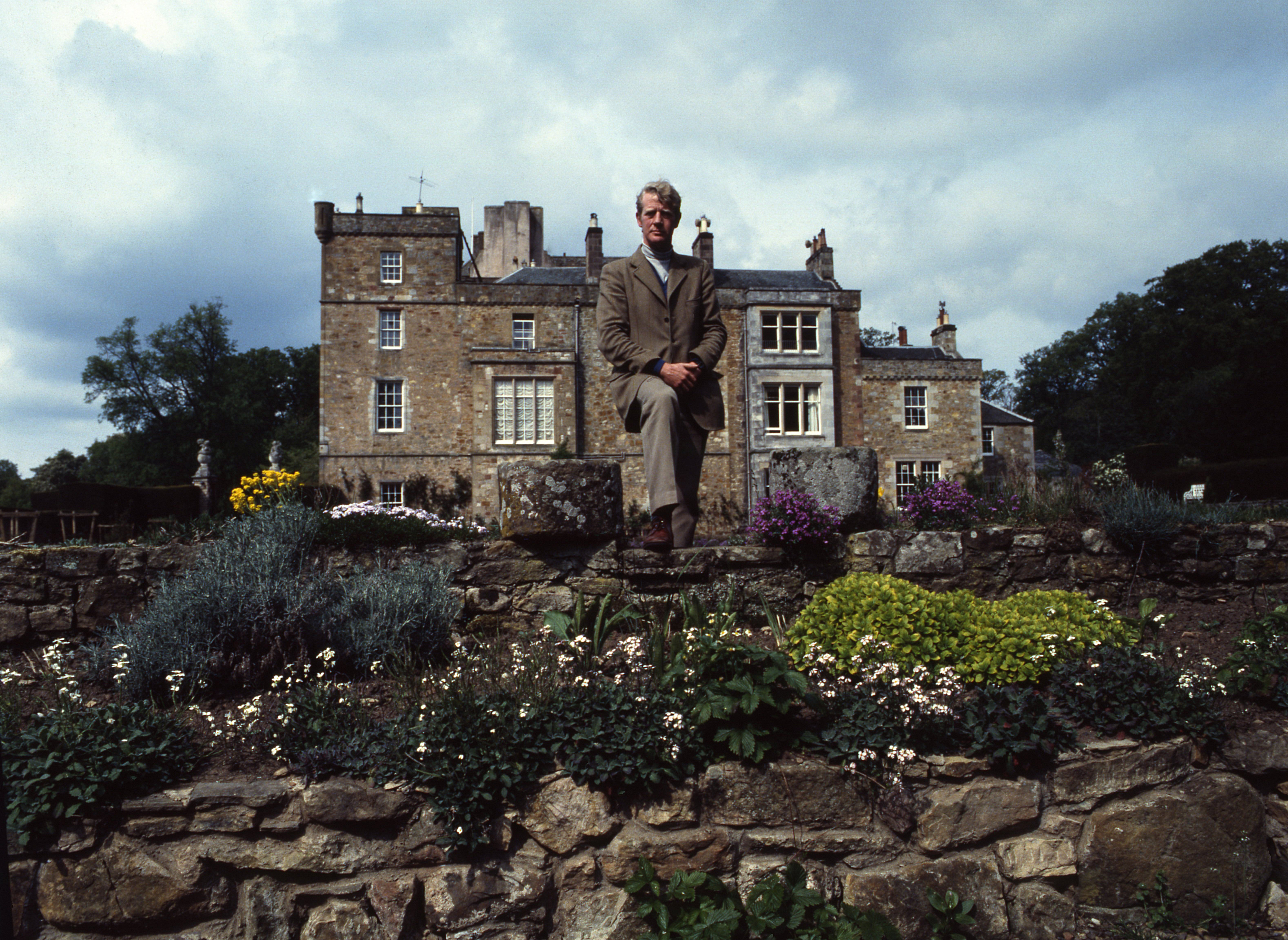
Angus Hamilton fotografato da Allan Warren

Il Duca di Hamilton morì il 5 giugno 2010 a Dirleton, in Scozia.

## Discendenza
Il Duca si sposò tre volte:
- con la prima moglie, Sarah Jane Scott, ebbe:
  - Lady Eleanor Douglas-Hamilton (10 agosto 1973);
  - Lady Ann Douglas-Hamilton (14 maggio 1976), che ha sposato John McClure;
  - Alexander Douglas-Hamilton, XVI duca di Hamilton (31 marzo 1978);
  - Lord John William Douglas-Hamilton (2 ottobre 1979).
- dal secondo matrimonio con Jillian Robertson e dal terzo con Kay Carmichael non nacque nessun figlio.

## Ascendenza
|                                                   |                                             |                                                 | Genitori                                         |  |  | Nonni |  |  | Bisnonni                          |  |  | Trisnonni                                          |  |
|                                                   |                                             |                                                 |                                                  |  |  |       |  |  | 8. Charles Henry Douglas-Hamilton |  |  | 16. Augustus Barrington Price Anne Powell Hamilton |  |
|                                                   |                                             |                                                 |                                                  |  |  |       |  |  | 8. Charles Henry Douglas-Hamilton |  |  | 16. Augustus Barrington Price Anne Powell Hamilton |  |
|                                                   |                                             | 17. Maria Catherine Hyde                        |                                                  |  |  |       |  |  | 8. Charles Henry Douglas-Hamilton |  |  |                                                    |  |
| 4. Alfred Douglas-Hamilton, XIII duca di Hamilton |                                             |                                                 |                                                  |  |  |       |  |  | 8. Charles Henry Douglas-Hamilton |  |  |                                                    |  |
|                                                   |                                             | 9. Elizabeth Anne Hill                          | 18. Justly Hill                                  |  |  |       |  |  |                                   |  |  |                                                    |  |
|                                                   |                                             | 9. Elizabeth Anne Hill                          | 18. Justly Hill                                  |  |  |       |  |  |                                   |  |  |                                                    |  |
|                                                   |                                             | 9. Elizabeth Anne Hill                          | 19. Jane Helen Shute                             |  |  |       |  |  |                                   |  |  |                                                    |  |
| 2. Douglas Douglas-Hamilton, XIV duca di Hamilton |                                             | 9. Elizabeth Anne Hill                          |                                                  |  |  |       |  |  |                                   |  |  |                                                    |  |
|                                                   |                                             | 10. Robert Poore                                | 20. Robert Montagu Poore                         |  |  |       |  |  |                                   |  |  |                                                    |  |
|                                                   |                                             | 10. Robert Poore                                | 20. Robert Montagu Poore                         |  |  |       |  |  |                                   |  |  |                                                    |  |
|                                                   |                                             | 10. Robert Poore                                | 21. Anna Maria Massy-Dawson                      |  |  |       |  |  |                                   |  |  |                                                    |  |
| 5. Nina Poore                                     |                                             | 10. Robert Poore                                |                                                  |  |  |       |  |  |                                   |  |  |                                                    |  |
|                                                   |                                             | 11. Juliana Benita Lowry-Corry                  | 22. Armar Lowry-Corry                            |  |  |       |  |  |                                   |  |  |                                                    |  |
|                                                   |                                             | 11. Juliana Benita Lowry-Corry                  | 22. Armar Lowry-Corry                            |  |  |       |  |  |                                   |  |  |                                                    |  |
|                                                   |                                             | 11. Juliana Benita Lowry-Corry                  | 23. Elizabeth Lowry-Corry                        |  |  |       |  |  |                                   |  |  |                                                    |  |
| 1. Angus Douglas-Hamilton, XV duca di Hamilton    |                                             | 11. Juliana Benita Lowry-Corry                  |                                                  |  |  |       |  |  |                                   |  |  |                                                    |  |
|                                                   | 12. Henry Percy, VII duca di Northumberland | 24. Algernon Percy, VI duca di Northumberland   |                                                  |  |  |       |  |  |                                   |  |  |                                                    |  |
|                                                   | 12. Henry Percy, VII duca di Northumberland | 24. Algernon Percy, VI duca di Northumberland   |                                                  |  |  |       |  |  |                                   |  |  |                                                    |  |
|                                                   | 12. Henry Percy, VII duca di Northumberland | 25. Louisa Drummond                             |                                                  |  |  |       |  |  |                                   |  |  |                                                    |  |
| 6. Alan Percy, VIII duca di Northumberland        | 12. Henry Percy, VII duca di Northumberland |                                                 |                                                  |  |  |       |  |  |                                   |  |  |                                                    |  |
|                                                   |                                             | 13. Edith Campbell                              | 26. George Douglas Campbell, VIII duca di Argyll |  |  |       |  |  |                                   |  |  |                                                    |  |
|                                                   |                                             | 13. Edith Campbell                              | 26. George Douglas Campbell, VIII duca di Argyll |  |  |       |  |  |                                   |  |  |                                                    |  |
|                                                   |                                             | 13. Edith Campbell                              | 27. Elizabeth Georgiana Leveson-Gower            |  |  |       |  |  |                                   |  |  |                                                    |  |
| 3. Elizabeth Percy                                |                                             | 13. Edith Campbell                              |                                                  |  |  |       |  |  |                                   |  |  |                                                    |  |
|                                                   |                                             | 14. Charles Gordon-Lennox, VII duca di Richmond | 28. Charles Gordon-Lennox, VI duca di Richmond   |  |  |       |  |  |                                   |  |  |                                                    |  |
|                                                   |                                             | 14. Charles Gordon-Lennox, VII duca di Richmond | 28. Charles Gordon-Lennox, VI duca di Richmond   |  |  |       |  |  |                                   |  |  |                                                    |  |
|                                                   |                                             | 14. Charles Gordon-Lennox, VII duca di Richmond | 29. Frances Harriett Greville                    |  |  |       |  |  |                                   |  |  |                                                    |  |
| 7. Helen Gordon-Lennox                            |                                             | 14. Charles Gordon-Lennox, VII duca di Richmond |                                                  |  |  |       |  |  |                                   |  |  |                                                    |  |
|                                                   |                                             | 15. Isabel Sophie Craven                        | 30. William George Craven                        |  |  |       |  |  |                                   |  |  |                                                    |  |
|                                                   |                                             | 15. Isabel Sophie Craven                        | 30. William George Craven                        |  |  |       |  |  |                                   |  |  |                                                    |  |
|                                                   |                                             | 15. Isabel Sophie Craven                        | 31. Mary Catherine Yorke                         |  |  |       |  |  |                                   |  |  |                                                    |  |
|                                                   |                                             | 15. Isabel Sophie Craven                        |                                                  |  |  |       |  |  |                                   |  |  |                                                    |  |